# Russell T Davies
Stephen Russell Davies, OBE (Swansea, 27 de abril de 1963), mais conhecido como seu pseudônimo de escritor Russell T Davies, é um roteirista e produtor de televisão galês cujos trabalhos incluem Queer as Folk, Bob & Rose, The Second Coming, Casanova, e a renovação de 2005 da clássica série britânica de ficção científica Doctor Who. Nascido em Swansea, Davies queria ser um ilustrador de quadrinhos quando adulto, até que um orientador vocacional em sua escola sugeriu que ele estudasse literatura inglesa; ele consequentemente focou sua carreira na escrita de peças de teatro e roteiros de televisão. Depois de se formar na Universidade de Oxford, Davies se juntou ao departamento infantil da BBC em meio expediente no ano de 1985, trabalhando em vários cargos, incluindo como roteirista e produtor em duas séries, Dark Season e Century Falls. Ele saiu da BBC no início da década de 1990 para trabalhar na Granada Television, mais tarde se tornando um roteirista autônomo.
Davies passou a escrever para séries de televisão adultas em 1994. Seus primeiros roteiros geralmente exploravam os conceitos de religião e sexualidade dentro de vários cenários: Revelations era uma novela sobre religião que possui uma vigária lésbica; Springhill uma novela sobre uma família católica em Liverpool; The Grand explorava as opiniões da sociedade sobre assuntos como prostituição, aborto, e homossexualidade durante o período entreguerras; e Queer as Folk, sua primeira série de destaque, que recriava suas experiências no círculo gay de Manchester. Suas séries seguintes incluíam Bob & Rose, que mostrava um homem gay que se apaixonava por uma mulher, The Second Coming, que se focava na segunda vinda e no deicídio de Jesus Cristo, Mine All Mine, uma comédia sobre uma família que descobria que era dona de toda a cidade de Swansea, e Casanova, uma adaptação do livro de memórias Histoire de Ma Vie.
Sua realização mais notável foi a renovação e produção da série de ficção científica Doctor Who após um hiato de dezesseis anos, com Christopher Eccleston, e mais tarde David Tennant, no papel principal do Doutor. O período em que Davies atuou como produtor executivo do programa viu um grande aumento na popularidade que levou à produção de duas séries spin-off, Torchwood e The Sarah Jane Adventures, e o renascimento dos dramas do horário nobre de sábado como fontes de lucro para as companhias produtoras. Davies recebeu a Ordem do Império Britânico em 2008 por seus serviços as artes cênicas, que coincidiu com o anúncio de que ele iria deixar de ser o produtor executivo da série com seu último roteiro, The End of Time. Davies se mudou para Los Angeles, Califórnia, em 2009, onde supervisionou a produção de Torchwood: Miracle Day e a quinta e última temporada de The Sarah Jane Adventures.
Ele retornou para o Reino Unido no final de 2011 depois que seu parceiro, Andrew Smith, desenvolveu câncer, e trabalhou na série infantil de ficção científica Wizards vs Aliens até seu cancelamento em 2014. Em 2015, retornou à televisão adulta com três trabalhos simultâneos e relacionados entre si, as séries Cucumber, Banana e Tofu. Cucumber, exibida no Channel 4, descreve a vida de um homem gay de idade mediana no ambiente de Manchester, enquanto que Banana relata histórias de diversos personagens gays no mesmo universo de ficção que a anterior, sendo transmitida no E4, o canal pago irmão do Channel 4. Tofu é um documentário de publicação exclusiva na internet que discute situações sexuais levantadas nas duas supracitadas, contendo entrevistas realizadas com elenco e moradores de rua, sendo emitida através do 4oD, serviço online do canal.

## Vida e início de carreira
Stephen Russell Davies nasceu em 27 de abril de 1963 no Mount Pleasant Hospital em Swansea, Glamorgan. Seus pais, Barbara e Vivian Davies, eram professores de arte e cultura clássicas de uma área suburbana de Sketty. Davies era o filho mais jovem do casal e o único homem. Por ter nascido em uma cesariana, sua mãe recebia injeções de morfina e foi internada após uma overdose que resultou em um ataque psicótico. Ele descreveu a experiência de sua mãe como "literalmente ... ficção científica" e uma inspiração para sua carreira como roteirista.
Quando criança, Davies era chamado quase que exclusivamente pelo seu nome do meio. Ele cresceu em uma casa que "nunca desligava a TV" até o fim das transmissões, e subsequentemente ele ficou imerso em dramas como I, Claudius e Doctor Who; uma de suas primeiras memórias, aos três anos de idade, foi a resolução do serial The Tenth Planet, de Doctor Who exibido em 1966. Ele era um cartunista e um entusiasta de quadrinhos que comprava séries como Asterix e Peanuts.
Davies estudou na Tycoch Primary School e depois na Olchfa Comprehensive School aos onze anos. Em seu primeiro ano, os prédios principais da escola foram fechados para reformas e renovações depois que descobriu-se que o cimento usado na construção era o mesmo que causou o desabamento de outros edifícios públicos. As aulas aconteciam em prédios desmontáveis, o que influenciou sua imaginação a criar histórias de mistério, ficção científica e de conspiração sobre o prédio principal. Ele também se mergulhou em livros como Sons and Lovers, de D. H. Lawrence, e The Crystal Mouse, de Babs H. Deal.
Aos quatorze anos, Davies entrou na recém formada West Glamorgan Youth Theatre (WGYT). O fundador e diretor do grupo, Godfrey Evans, o considerou "um total faz-tudo" que era talentoso e popular entre seus colegas. Trabalhar com o grupo o ajudou a definir sua orientação sexual: ele entrou em uma relação de vários meses com sua colega Rhian Morgan, e posteriormente se assumiu como homossexual durante a adolescência.
Em 1979, Davies completou seus estudos e decidiu ficar na Olchfa para tentar estudar literatura inglesa na Universidade de Oxford; ele abandonou suas aspirações de se tornar um ilustrador de quadrinhos depois que um orientador vocacional o convenceu que seu daltonismo impediria esse caminho. Durante seus estudos, ele participou de um trabalho da WGYT para criar peças em língua galesa que seriam interpretadas na National Eisteddfod of Wales, incluindo Pair Dadeni, uma peça baseada no mito de Mabinogion, e Perthyn, uma peça sobre questões de identidade em West Glamorgan. Em 1981, ele entrou no Worcester College de Oxford para estudar literatura inglesa. Em Oxford, ele percebeu estar encantado com a narrativa ficcional, especialmente com obras do século XIX como aquelas escritas por Charles Dickens.
Davies continuou a mandar roteiros para a WGYT enquanto estudava em Oxford: Box, uma peça sobre a influência da televisão que Evans notou ter as inclinações de Davies para enganar o público e misturar comédia e drama; In Her Element, que se centrava na animação de objetos inanimados; e Hothouse, uma peça inspirada nas obras de Alan Bennett sobre políticas internas em um escritório de publicidade. Em 1984, ele fez sua última participação com a WGYT e entrou em um curso de estudos teatrais na Universidade de Cardiff depois de se formar em Oxford. Davies trabalhou esporadicamente com o departamento de publicidade do Sherman Theatre. No ano seguinte ele começou sua carreira profissional na televisão depois que um amigo sugeriu que ele se encontrasse com um produtor de televisão que estava procurando um artista gráfico temporário para a série infantil Why Don't You?.

## Carreira em séries infantis
Davies entrou no departamento infantil da BBC Cymru Wales em 1985, recebendo contratos de um dia e comissões, como de ilustrador em Why Don't You?. Como trabalhava apenas três dias por mês na BBC, ele continuou como voluntário e autônomo para o Sherman Theatre. Em 1986, ele recebeu uma oferta de trabalho no Sunday Sport; ele recusou por ficar preocupado com o teor pornográfico do tabloide. Ele também enviou um roteiro especulativo para a novela Crossroads com um conteúdo mirado nos jovens; ele não foi usado já que o programa foi cancelado em 1987. Davies por fim abandonou inteiramente sua carreira de artista gráfico ao perceber que gostava mais de escrever diálogos para quadrinhos do que desenhá-los.
No dia 1 de junho de 1987, Davies fez sua primeira e única aparição como apresentador televisivo em Play School, junto com a apresentadora regular Chloë Ashcroft. Peter Charlton, um dos produtores de Why Don't You?, sugeriu que ele se sairia "bem em frente da câmera" e o aconselhou a tornar sua carreira pública. Davies recebeu outras oportunidades para aparecer esporadicamente em um período de seis meses; ele apresentou apenas um episódio como ilustrador antes de sair do cenário comentando "não vou fazer isso de novo". A aparição se tornou uma piada interna da indústria, e gravações apareceram em festas que Davies compareceu.
Em Why Don't You?, Davies realizou vários trabalhos, incluindo o de pesquisador, diretor, ilustrador e assistente. Ele recebeu seu primeiro trabalho profissional como roteirista em 1986 pelo produtor Dave Evans; ele havia entrado no escritório de Evans para receber seu pagamento e o produtor lhe ofereceu £ 100 extras por um novo roteiro. O roteiro de Davies foi bem recebido no departamento e isso fez com que ele conseguisse trabalhos maiores até receber um contrato de seis meses para se tornar um dos roteiristas do programa ao se mudar para Manchester em 1988. Ele trabalhou na série nos dois anos seguintes e eventualmente se tornou um dos produtores. Ele supervisionou um aumento na carga dramática – apesar do fato da BBC Manchester não ter a permissão da corporação para produzir dramas infantis – que triplicou a audiência e que chegou ao seu clímax no último episódio: um drama onde os protagonistas, liderados pelo apresentador Ben Slade, ficam presos em um café por um supercomputador que quer matá-los.
Enquanto produzia Why Don't You?, Davies se aventurou fora do departamento infantil da BBC Manchester: ele fez cursos de direção, escreveu alguns roteiros para públicos mais adultos nas séries DEF II e On the Waterfront, e acompanhou Keith Chegwin até a Noruega para ajudar na produção de um documentário sobre política. O chefe do departamento infantil da emissora, Ed Pugh, lhe ofereceu a chance de produzir a nova série Breakfast Serials. O programa incorporou elementos de uma comédia non sequitur com referências a cultura popular, como uma paródia de Land of the Giants, mirando em estudantes mais velhos. Davies tomaria a decisão de deixar o departamento infantil da BBC durante a produção de Breakfast Serials: um amigo lhe telefonou após a transmissão do primeiro episódio e disse que ele havia "transmitido uma piada sobre a juventude de Emily Brontë às oito horas da manhã"; a conversa fez com que ele percebesse que estava escrevendo para o público errado. Mesmo assim, Davies produziria outras três séries infantis (Dark Season, Century Falls e Children's Ward) antes de começar um carreira em séries adultas.

### Dark SeasoneCentury Falls

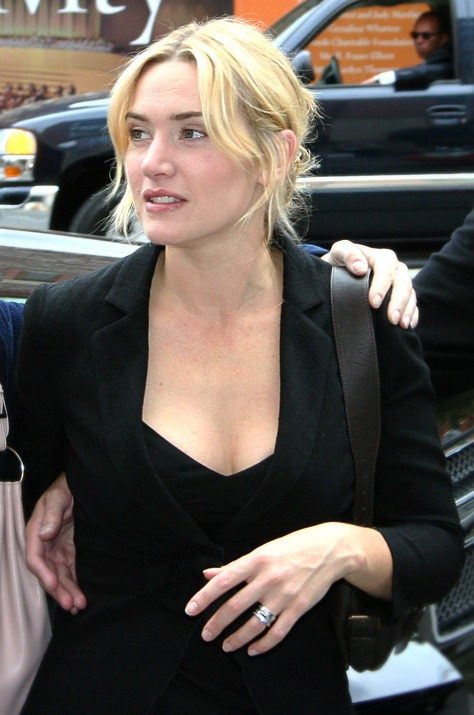
Kate Winslet teve seu primeiro papel de destaque em Dark Season.

Durante o tempo que passou em Why Don't You?, Davies supervisionou a produção de uma história que se passava no Lago Ness. A história foi a precursora de seu primeiro projeto infantil como autônomo: Dark Season. O programa, originalmente chamado de The Adventuresome Three, colocaria os personagens de Why Don't You em um cenário puramente dramático que foi influenciado por sua infância. Ele enviou um roteiro para Anna Home, chefe do departamento infantil da BBC, e outro para a Granada Television. Ambas as companhias se interessaram em produzir o programa com algumas pequenas mudanças: a Granada queria produzi-lo como um serial de seis partes, contrário ao desejo de Davies de dois seriais de três partes cada; e Home estava interessada em aceitar o programa com a condição de ter um elenco com personagens totalmente novos. Ele aceitou a oferta de Home, e o programa recebeu o orçamento e o horário de exibição de Maid Marian and Her Merry Men, que havia sido colocado em hiato um ano antes.
Os primeiros três episódios de Dark Season tinham três jovens adolescentes na escola, Reet (Kate Winslet), Marcie (Victoria Lambert) e Tom (Ben Chandler), que descobrem um plano do vilão Sr. Eldritch (Grant Parsons) para dominar o mundo usando computadores escolares. Eldritch é eventualmente derrotado por Marcie e a especialista em computação Professora Polzinsky (Rosalie Crutchley). Os três episódios seguintes se focaram em um novo vilão: a arqueologista Srta. Pendragon (Jacqueline Pearce), mais tarde descrita por Davies como uma "lésbica nazista que adora o demônio", que se torna parte do antigo supercomputador Behemoth. As duas histórias convergem no final do quinto episódio, quando Pendragon invade o palco da escola ao mesmo tempo que Eldritch entra no auditório.
Dark Season usou conceitos que seriam vistos durante seu tempo em Doctor Who: "School Reunion", escrito por Toby Whithouse, compartilha o conceito do antagonista usando computadores de escolas para dominar o mundo; "Army of Ghosts" inesperadamente reúne os dois principais vilões da série para o episódio final; e os personagens de Marcie, Reet e Tom são similares, apesar disso não ter sido intencional, com a estrutura do Doutor e seus companheiros. Dark Season foi a primeira série em que ele foi creditado como "Russell T Davies" – a inicial foi escolhida arbitrariamente para diferenciá-lo de um apresentador da BBC Radio 4 – e a primeira série em que lhe foi pedido para escrever uma romantização: ela tem um final mais ambíguo e deixa um terreno para uma sequência que se passaria em um fliperama similar ao serial Warriors of Kudlak, de The Sarah Jane Adventures.
Davies começou a planejar uma segunda temporada para Dark Season que seguia uma estrutura similar. A primeira metade da temporada se passaria no fliperama mencionado na romantização, e a segunda teria a aparição de gêmeos psíquicos e a volta de Eldritch. Esses conceitos foram transmitidos para sua sucessora espiritual  Century Falls, que foi produzida em 1993 a pedido de Colin Cant, diretor de Dark Season. A série usou primariamente o conceito dos "gêmeos psíquicos" e se passava em um vilarejo isolado baseado naqueles do Yorkshire Dales, no parque nacional North York Moors.
O enredo de Century Falls é impulsionado por uma lenda que diz que nenhuma criança nasceu no vilarejo epônimo em mais de quarenta anos. A protagonista, Tess Hunter (Catherine Sanderson), é uma adolescente acima do peso que se muda para o vilarejo junto com sua mãe no início da série. Ela rapidamente faz amizade com o empata Ben Naismith (Simon Fenton) e com sua irmã gêmea Carey (Emma Jane Lavin). Os três adolescentes investigam a cachoeira que deu a Ben seus poderes e o desastre que criou a lenda da infertilidade. A série chega em seu clímax com um confronto entre Tess e a deidade Century, que está tentando se fundir com a irmã ainda não nascida de Tess.
Century Falls é conceitualmente muito mais sombria que Dark Season e seus trabalhos posteriores, que Davies atribuiu a uma tendência que roteiristas inexperientes tem de "ir para o lado do sombrio": em entrevista para a BAFTA, Home admitiu que o conteúdo sombrio da série quase "gerou problemas"; e a resenha do Daily Mail considerou que os temas de incêndio criminoso, magia negra e medo estavam "em uma escala normalmente reservada para públicos adultos". A série também oferece um maior senso de realismo em sua protagonista, que não é heróica nem inspiradora, tem poucas habilidades sociais e é abruptamente descrita por Ben como "menina gorda", algo que o Daily Mail elogiou como "algo que desafia a Polícia do Pensamento". Century Falls foi o último roteiro que ele escreveu para o departamento infantil da BBC por catorze anos. Ele havia começado a formular outra sucessora: The Heat of the Sun, uma série que se passaria na virada do ano 1999 para o 2000 que incluiria os conceitos de poderes psíquicos e dominação mundial.

### Children's Ward
Enquanto escrevia Dark Season e Century Falls, Davies procurou projetos como autônomo em outros lugares, incluindo três roteiros para a comédia infantil da BBC ChuckleVision. Um projeto em 1991 o levou até a Granada Television, onde ele editou roteiros para o drama médico infantil Children's Ward sob a supervisão de Tony Wood, eventual produtor de Coronation Street, e seu antigo chefe Ed Pugh. Em 1992, ele foi promovido a produtor e supervisionou o aumento das discussões de assuntos contemporâneos. Em 1993, ele escreveu um roteiro que tinha um menino adolescente que havia sido infectado com o vírus HIV através de uma transfusão de sangue, desafiando a suposição prevalecente de que apenas homossexuais contraiam HIV:

Jason LloydVocê dever ser um marica se tem AIDS.
Richard HiggsNão sou gay, e eu não tenho AIDS; sou HIV positivo. Mas só pela discussão, digamos que eu seja homossexual. Importaria? Qual seria a diferença?
Jason[Você] ficaria afim de mim, não é?
RichardNão existe um menino, menina, homem ou mulher vivos que poderiam ficar afim de você. Olhe em volta. Onde está essa fila de pessoas atrás de você? Elas não existem, Jason, porque você é estúpido, você é intolerante, e você não importa nem um pouquinho.—  Russel T Davies, Children's Ward, 1993. 
Davies saiu do cargo de produtor em 1994, porém continuou a escrever para a série ocasionalmente. Notavelmente, ele recebeu um pedido para escrever o 100º episódio do programa, então chamado de The Ward, que foi ao ar em outubro de 1996. Ao invés de celebrar a marca, ele escreveu um roteiro sobre uma ameaça cada vez maior: pedofilia na internet. O episódio era sobre um fã de The X-Files que foi atraído pelo pedófilo através da oferta de uma revista rara. A criança reconta a história de seu quase sequestro e descreve o agressor como "apenas um homem como qualquer outro". O episódio deu a Davies seu primeiro prêmio BAFTA: Melhor Drama Infantil em 1997.

## Carreira em séries adultas (1994–2004)
Enquanto produzia Children's Ward, Davies continuou a procurar outros trabalhos como roteirista autônomo, particularmente em telenovelas; sua intenção era eventualmente trabalhar na popular telenovela da Granada Coronation Street. Perseguindo esse sonho, ele criou histórias para novelas como Families e escreveu roteiros para programas como Cluedo, um programa de televisão baseado no jogo de tabuleiro Detetive, e Do the Right Thing, um versão britânica do programa brasileiro Você Decide, com Terry Wogan como apresentador. Um de seus trabalhos, para The House of Windsor, uma telenovela sobre os criados do Palácio de Buckingham, foi tão mal recebido que seus outros roteiros para o programa foram escritos sob o pseudônimo de Leo Vaughn.
Em 1994, Davies saiu de todos os seus trabalhos como produtor, e recebeu uma oferta para escrever a telenovela Revelations, criada por ele, Tony Wood e Brian B. Thompson. O programa era uma desconstrução em tom de brincadeira da religião, e possuía sua primeira personagem publicamente homossexual: uma vigária lésbica interpretada por Sue Holderness, que se assumiu em um episódio com Carole Nimmons. Davies disse que a revelação sobre a personagem foi uma consequência da "natureza 'panela de pressão'" do programa e pela recente aceitação de mulheres vigárias na Igreja da Inglaterra. Ele deixou seu contrato com a Granada terminar e apresentou uma nova telenovela para o Channel 4, RU, junto com seu criador Bill Moffat, Sandra Hastie, uma produtora que havia trabalhado na série anterior de Moffat, e o co-roteirista Paul Cornell. Apesar do horário ter ficado com Hollyoaks, ele e Cornell se beneficiaram mutuamente: Davies apresentou Cornell aos produtores de Children's Ward e estabeleceu contato com o filho de Moffat, Steven Moffat, e Cornell apresentou Davies a editora Virgin Books. Davies escreveu um romance de Doctor Who para a Virgin, Damaged Goods, em que o Doutor vai atrás de uma droga pela da galáxia. Um subenredo do romance acabou inspirando The Mother War, uma série nunca produzida para a Granada sobre uma mulher, Eva Jericho, com um feto calcificado em seu útero.
Davies continuou a propor dramas para o Channel 4, incluindo Springhill, uma telenovela pós-apocalíptica co-criada por ele, Frank Cottrel Boyce e Paul Abbott que foi ao ar simultaneamente pelo Channel 4 e a Sky1 entre 1996–97. Se passando no subúrbio de Liverpool, a série se focava na devota família Freeman e seu encontro e conflito interno com Eva Morrigan (Katharine Rogers). Ele criou as histórias para uma segunda temporada, porém enviou poucos roteiros; a Granada havia pedido para ele escrever para a telenovela The Grand, temporariamente criar histórias para Coronation Street, e escrever o especial direto para vídeo Coronation Street: Viva Las Vegas!. A segunda temporada de Springhill continuou sua propensão para o simbolismo; em particular, ele mostrou Marion Freeman (Judy Holt) e Eva como personificações do bem e o mal, chegando a um clímax com um futuro distópico ultra-liberal onde sexo antes do casamento e homossexualidade são aceitos pela Igreja Católica.
O projeto seguinte de Davies foi The Grand, uma telenovela de época que se passava em um hotel de Manchester durante o período entreguerras. Ela foi moldada para ser um programa valioso na guerra de audiência com a BBC e foi agendada para ir ao ar às sextas-feiras às 21h. Depois do roteirista original ter abandonado a novela, a Granada pediu para que ele assumisse a posição. Seus roteiros refletiam o pessimismo da época; cada episódio adicionava um trauma emocional à equipe do hotel, incluindo a execução de um soldado por deserção, uma empregada indigente que ameaça realizar um aborto para sobreviver, e um arco multi-episódio centrado na arrumadeira Monica Jones (Jane Danson) que mata seu amante em legítima defesa, é presa e executada por assassinato. O programa foi renovado para uma segunda temporada apesar de seu tom sombrio.
A segunda temporada teve um tom menos sombrio e com mais ênfase no desenvolvimento dos personagens, que Davies atribuiu a sua amiga Sally, que lhe disse que o programa era muito desolador para ser comparado com a vida real. Davies destacou o sexto e o oitavo episódios da temporada como um momento de maturidade para ele como roteirista: para o sexto, ele usou dispositivos de narrativa como flashbacks para explorar a homossexualidade não assumida do barman do hotel e as atitudes sociais acerca da sexualidade na década de 1920; e o oitavo porque foi quando ele permitiu que a série "assumisse sua própria vida" ao deliberadamente colocar dispositivos como MacGuffins para aumentar o alívio cômico. Apesar de ter sido bem recebida, os índices de audiência da série não foram altos o bastante para uma terceira temporada. Depois de seu cancelamento em setembro de 1997, Davies teve uma crise existencial após quase morrer de uma overdose acidental; a experiência o persuadiu a se desintoxicar e produzir uma série que celebrasse sua homossexualidade.

### Queer as Folk

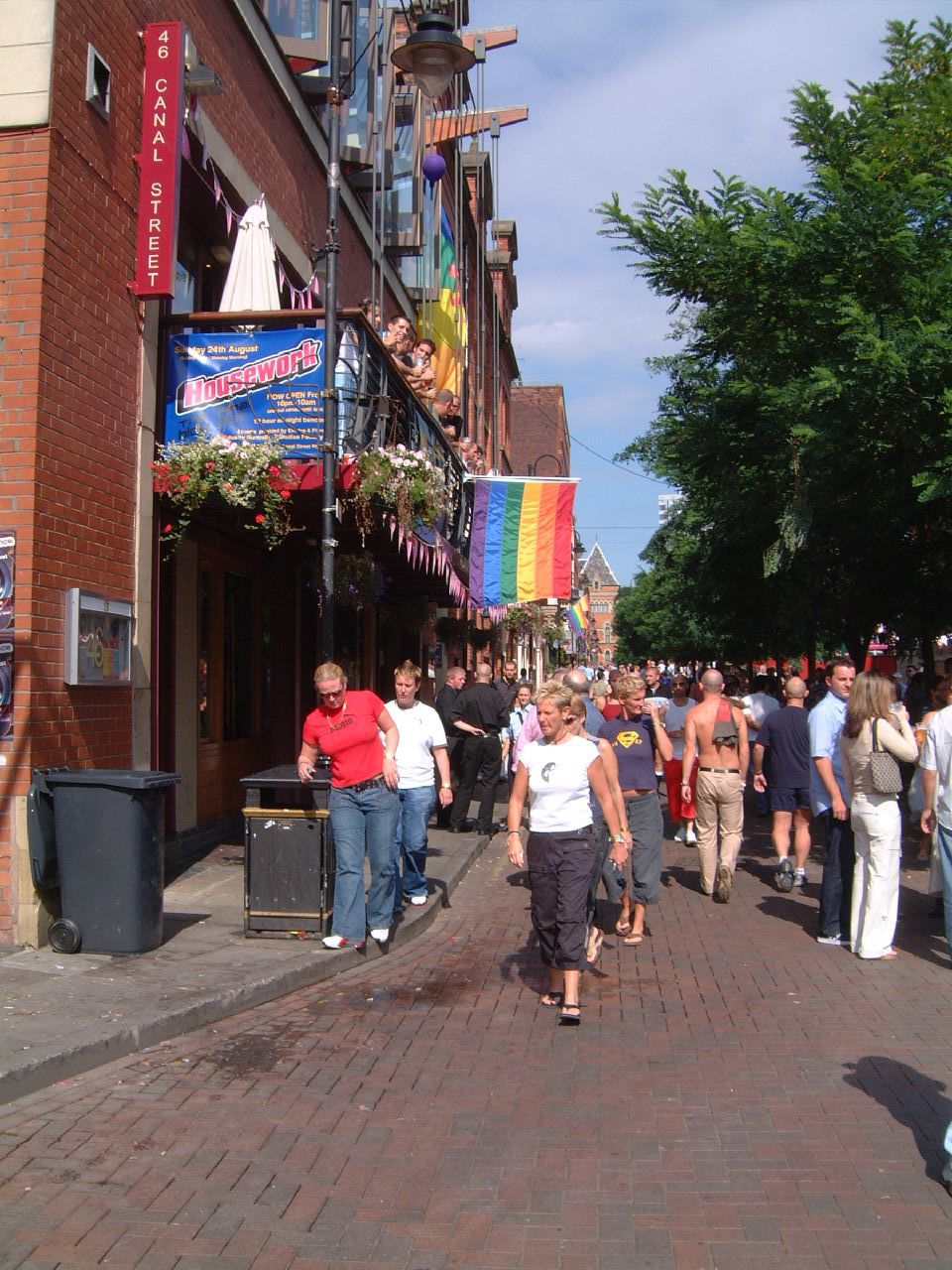
O bairro gay de Manchester na Canal Street foi uma fonte de inspiração para Queer as Folk e, mais tarde, Bob & Rose.

Após sua experiência de quase morte, Davies começou a desenvolver uma série para o Channel 4 que refletia o "estilo de vida hedonista" do bairro gay de Manchester. Encorajado por Catriona MacKenzie e Gub Neil, ex-executivos da Granada, para "ir para o lado gay", a série se focava em um grupo de amigos no círculo gay de Manchester, com o título provisório de The Other End of the Ballroom, e mais tarde, Queer as Fuck. Em fevereiro de 1998, quando ele completou o primeiro rascunho do episódio de estreia, a série passou a ser chamada por seu eventual título final, Queer as Folk. A série emula outros programas como Band of Gold ao apresentar uma discussão realista sobre sexualidade, ao contrário de personagens homossexuais "bidimencionais" de novelas como EastEnders, e evita "discussões pesadas" sobre questões como HIV, se focando nas festas da Canal Street.
Depois de escrever o episódio piloto, ele procurou atores para os papéis principais. Christopher Eccleston era a primeira escolha de Davies para o papel de Stuart Jones; Eccleston teve de recusar por sua idade, porém sugeriu seu amigo Aidan Gillen. Os papéis de Vince Tyler e Nathan Maloney rapidamente foram entregues para Craig Kelly e Charlie Hunnam, e o papel secundário de Alexander Carry, originalmente escrito para o produtor Phil Collinson durante sua breve carreira como ator, foi interpretado por Antony Cotton, que posteriormente interpretou o homossexual Sean Tully em Coronation Street. A série recebeu um orçamento de £ 3 000 000, sendo produzida pela Red Production Company, produtora de sua amiga e antiga colega Nicola Shindler, e dirigida por Charles McDougall e Sarah Hardin em locação na cidade de Manchester. Os oito episódios de quarenta minutos emulavam experiências de sua vida social e incluíam uma história em que o personagem Phil Delaney (Jason Merrells) morre de uma overdose de cocaína sem que seus amigos percebam.
A série foi transmitida no início de 1999, quando o Parlamento do Reino Unido estava discutindo os direitos dos LGBT, e a estreia foi exibida no mesmo dia que a Câmara dos Lordes estava discutindo uma emenda sobre ofensas sexuais, que eventualmente reduziu a idade de consentimento para casais homossexuais para 16 anos. O primeiro episódio foi controverso, particularmente porque mostrava o personagem de Nathan, com 15 anos de idade, tendo uma relação sexual com um homem mais velho; a exibição fez com que a Ofcom recebesse 136 reclamações e o programa foi criticado pelos pais Davies e pela ativista conservadora Mary Whitehouse. A controvérsia foi ampliada quando a patrocinadora Beck's retirou-se e ativistas homossexuais reclamaram que a série não representava corretamente a cultura gay. Mesmo assim, Queer as Folk teve uma audiência média de 3.5 milhões de telespectadores por episódio, sendo renovada para um especial de dois episódios para o ano seguinte.
Queer as Folk 2 foi transmitida em fevereiro de 2000 e se focava no casamento da meia-irmã de Vince. Os especiais colocaram enfâse na relação entre Vince e Stuart, terminando com Nathan assumindo a posição de líder da nova geração do círculo gay de Manchester. Pouco depois dos especiais, Davies apresentou um spin-off, Misfits, uma telenovela que se passava na pensão da mãe de Vince, Hazel, e The Second Coming, uma série que mostrava a segunda vinda de Cristo na Manchester contemporânea. Misfits foi rejeitada em Dezembro de 2000 e The Second Coming foi inicialmente aprovada pelo Channel 4, porém foi mais tarde rejeitada devido a uma troca de executivos. Ao invés de reclamar sobre o cancelamento de The Second Coming, Davies deixou o Channel 4 e jurou nunca mais trabalhar na emissora.

### Bob & Rose
| Uma drag queen (Wynnie La Freak) para na frente de um ônibus, fazendo-o parar. |  | Ativistas LGBT proíbem a passagem de um ônibus na Albert Square um ano antes da transmissão de Bob & Rose. |
| Protestos para os direitos dos LGBT na década de 1990 e no início da de 2000, especialmente contra a Section 28, foram uma grande influência para Bob & Rose; uma cena climática no quarto episódio (esquerda) se espelha e foi inspirada por protestos contra a companhia de transporte Stagecoach (direita, em Manchester, 2000). |  | |

Shindler continuou a apresentar The Second Coming para outras emissoras enquanto Davies procurava outros projetos. Sua série seguinte foi baseada em um amigo gay que se casou com uma mulher e teve um filho. Ele viu a relação como um conceito promissor para uma história de amor não-convencional, e conversou com o casal para desenvolver o programa. Depois de desenvolver a série em volta do preconceito que ele e seus amigos mostraram, Davies percebeu estar criando personagens caricatos com o propósito de expô-los, e ao invés disso ele se focou em uma história de amor tradicional e deu ao casal nomes tradicionalmente britânicos, Bob Gossage e Rose Cooper.
Para simular a clássica história de amor, o enredo precisava de antagonistas, na forma de Holly Vance, melhor amiga e colega professora de Bob, e Andy Lewis (Daniel Ryan), ex-namorado de Rose. Apesar de Andy, nomeado em homenagem a Andrew Smith, namorado de Davies, ter saído da série no terceiro episódio, Holly permaneceu por todo o programa. Bob & Rose seguiu um formato similar a Queer as Folk, em particular, o triunvirato composto por um casal e alguém de fora que viviam na Manchester contemporânea, e invertia a tradicional história do "sair do armário" ao se focar na atração de Bob por Rose; o personagem descreve sua vida sexual simplesmente dizendo "Eu gosto de homens. E ela". A série era similar ao filme Chasing Amy, de Kevin Smith, já que ambos mostravam um romance entre um personagem hétero e um homossexual e o ostracismo resultante vindo dos círculos sociais do casal, como The Second Coming compartilhava conceitos com Dogma, também de Smith.
Como Queer as Folk, Bob & Rose contribuiu para a discussão política contemporânea sobre os direitos dos LGBT: um subenredo envolvia o grupo ficcional Pais Contra Homofobia, liderado pela mãe de Bob, Monica (Penelope Wilton), uma grande ativista dos direitos dos gays, em sua campanha para anular a Seção 28 do Ato Governamental Local de 1988, que proibia autoridades locais de "intencionalmente promover" a homossexualidade. O subenredo chega em seu clímax no quarto episódio, quando Monica e Bob lideram um protesto em que eles se algemam em um ônibus operado por uma companhia que havia doado milhões para manter a lei ativa; a cena faz um paralelo direto com protestos realizados contra a companhia de transporte Stagecouch Group devido ao apoio financeiro e político que seu fundador, Brian Souter, fez pela Seção 28 – em um ponto, Davies pretendia explicitamente citar a Stagecouch no roteiro – e é inspirada por protestos anteriores feitos pelo grupo OutRage!.
Depois de apresentar a série de forma bem sucedida para a ITV, a Red Productions se juntou a Davies no processo de seleção de elenco, inicialmente oferecendo o pape de Bob para Alan Davies. Apesar de ser heterossexual, ele calorosamente aceitou a oferta e passou semanas no círculo gay de Manchester junto com Joe Wright para se preparar. Sua única objeção no papel foi o fato do personagem ser um torcedor do Manchester United F.C., a equipe que Shindler homenageou no nome da Red Productions Company, já que ele era um grande torcedor do Arsenal F.C.. O papel de Rose foi entregue a Lesley Sharp, seu primeiro papel principal depois de interpretar várias personagens secundárias em séries como Playing the Field e Clocking Off, e Jessica Hynes foi escolhida por Nick Elliott, chefe de drama da ITV, para viver Holly baseado em sua interpretação na comédia Spaced, do Channel 4.
Bob & Rose foi filmada em subúrbios do Sul de Manchester entre março e junho de 2001 e frequentemente usava a casa de Davies como coxia. A série foi a única colaboração Red–Davies que não teve sua trilha sonora composta por Murray Gold; a trilha foi composta por Martin Phipps inspirada pelo trabalho de Hans Zimmer no filme True Romance. Ela foi exibida nas noites de segunda-feira entre setembro e outubro de 2001. Apesar de ter sido aclamada pela crítica, e ter vencido dois British Comedy Awards e recebido uma indicação ao British Academy Television Awards, o programa teve baixos índices de audiência e foi movido para um horário posterior nos dois últimos episódios. Apesar da série não ter alcançado o sucesso esperado, ela ajudou Davies a se reconciliar com sua mãe antes de sua morte, pouco depois da exibição do quarto episódio, que ele vê como "possivelmente a melhor coisa que eu já escrevi".

### The Second Coming
Pouco depois do encerramento de Bob & Rose, Davies recebeu uma oferta de Abbott para escrever em Linda Green, sua nova série na BBC. Ele aceitou a oferta e escreveu um episódio em que a personagem título (interpretada por Liza Tarbuck) e seus amigos vão para o funeral de uma colega e ficam psicologicamente atormentados pela vida solitária da falecida. Seu primeiro trabalho para a BBC em oito anos fez com que a emissora o abordasse para conceitos de programas de época; ele recusou as ofertas porque sua única intenção era reviver Doctor Who, que estava há mais de dez anos em um hiato. Em 2002, ele se encontrou com os executivos da BBC para discutir a produção de The Second Coming; a BBC não conseguiu se comprometer a produzir a série, e Davies novamente se recusou a trabalhar para a emissora. Depois da BBC rejeitar The Second Coming, Shindler propôs que a série fosse apresentada para a ITV. Apesar da mensagem controversa da história, o sucesso de crítica de Bob & Rose encorajou o canal a encomendar o programa.
The Second Coming passou vários anos em desenvolvimento e teve inúmeras reescritas desde que o primeiro rascunho foi apresentado para o Channel 4 em 2000, porém reteve o conceito chave de uma representação realista da Segunda Vinda de Cristo. Uma grande sequência, chamada de "Noite dos Demônios", foi removida do roteiro por motivos de tempo: o personagem principal, um homem chamado Stephen Baxter que descobre sua ascendência divina, assume o controle de um hotel junto com seus discípulos e eventualmente descobre que vários empregados foram possuídos pelo Demônio. Várias sequências similares foram removidas para criar um clima de suspense se passando nos dias que antecedem o Juízo Final.
Um ator experiente era necessário para interpretar Stephen Baxter; Davies ofereceu o papel a Christopher Eccleston baseado em sua performance como Nicky Hutchinson em Our Friends in the North. Eccleston aceitou o papel e ajudou Davies a fazer o personagem mais humano depois de observar que "Baxter estava se perdendo nos meados de seus pronunciamentos mais sublimes". A personagem de Judith, que representaria a queda de Deus, foi entregue a Lesley Sharp após sua interpretação em Bob & Rose, e o Demônio foi interpretado por Mark Benton.
The Second Coming foi controverso desde o início. Quando ele ainda era um projeto no Channel 4, ele foi o assunto de um artigo do Sunday Express um ano antes de sua data de transmissão prevista (final de 2001). A série seria alvo de críticas novamente quando surgiram rumores de que ela seria exibida no fim de semana de Páscoa de 2003. O programa eventualmente foi exibido nas noites dos dias 9 e 10 de fevereiro de 2003, com audiências de 6.3 milhões e 5,4 milhões de telespectadores, sendo recebido de forma mista pela crítica e pelo público: Davies recebeu ameaças de morte pelas mensagens ateístas e foi criticado pelo final anticlimático da série, mas mesmo assim foi indicado a dois British Academy Television Award e um Royal Television Society Award.

### Mine All Mine
Perto da morte de sua mãe, Davies voltou para Swansea várias vezes e refletiu sobre o papel da família. Durante uma visita, ele percebeu que ainda não havia escrito uma série que se passava no País de Gales; assim, ele começou a criar um programa sobre uma família que descobre ser dona de toda a cidade de Swansea. The Vivaldi Inheritance, mais tarde renomeada para Mine All Mine, foi baseada na história do pirata galês Robert Edwards e seus descendentes que afirmavam ser donos de 77 acres (310 000 m²) de Lower Manhattan, Nova Iorque. A série foi um afastamento de seus comentários sociais; ela foi criada para ser uma comédia para o grande público que utilizava atores galeses: Davies e a Red Productions até planejaram uma participação especial da atriz Catherine Zeta-Jones, nascida em Swansea.
Pela série se centrar em uma família, a Red Productions recebeu a tarefa de escalar onze atores para os papéis principais: o papel do patriarca Max Vivaldi foi entregue a Griff Rhys Jones, seguindo um pedido da ITV para atores conhecidos; Rhian Morgan, ex-namorada de Davies na WGYT, foi escolhida como a esposa de Max, Val; Sharon Morgan como a irmã de Max, Stella; Joanna Page como Candy Vivaldi; Matthew Barry e Siwan Morris como os gêmeos Loe e Maria Vivaldi; Ruth Madoc como a irmã de Val, Myrtle Jones; e Jason Hughes como o namorado de Maria, Gethin. A série, especificamente a composição da família em duas filhas e um filho gay, espelhou sua própria infância ao ponto que Davies e seu namorado chamavam o programa de "A Piada Interna".
A série foi originalmente escrita em seis partes, porém Davies retirou uma grande parte do quinto episódio porque a equipe expressou preocupações acerca do ritmo. O programa foi filmado no final de 2003 sob a direção de Sheree Folkson e Tim Whitby, e utilizou várias áreas de Swansea que eram familiares para Davies desde sua infância. Ela foi exibida como quatro episódios de uma hora de duração e o último como um especial de noventa minutos nas noites de quinta-feira pouco antes do Natal de 2003. Eventualmente, Mine All Mine foi sua série de menor sucesso e terminou sua exibição com menos de dois milhões de telespectadores, que ele disse ser culpa da alta excentricidade do programa.

### Casanova
Pouco tempo depois da exibição de Mine All Mine, a BBC pediu para Davies produzir uma renovação de Doctor Who, que já estava há mais de dez anos tentando voltar para a televisão. Na época, ele estava desenvolvendo dois roteiros: o primeiro, uma adaptação para o cinema do escândalo de trapaça feito por Charles Ingram em Who Wants to Be a Millionaire?, foi cancelado após ele aceitar o trabalho em Doctor Who; o segundo, uma dramatização da vida do aventureiro Giacomo Casanova, foi seu próximo programa com a Red Productions.
A associação de Davies com Casanova começou quando os produtores Julie Gardner, Michele Buck e Damien Timmer pediram para ele escrever uma adaptação das memórias de Casanova se passando no século XXI. Ele aceitou porque era "o melhor assunto do mundo" e, depois de ler as memórias, por achar que seria capaz de criar uma representação realista de Casanova ao invés de perpetuar o estereótipo de amante hipersexual. A minissérie foi originalmente escrita para a ITV, porém ela foi rejeitada porque Davies não entrou em um acordo acerca do tamanho do programa. Pouco depois da ITV ter recusado Casanova, Gardner assumiu a posição de Chefe de Drama na BBC Cymru Wales e levou o conceito junto. A BBC concordou em financiar a minissérie, porém apenas se uma companhia independente local assumisse a produção. Davies falou com Shindler, que concordou em ser a quinta produtora executiva do programa.
O roteiro de Davies se passa em dois intervalos de tempo distintos que necessitavam de dois atores diferentes para o papel principal: o velho Casanova foi interpretado por Peter O'Toole, e o jovem Casanova por David Tennant. A minissérie se passa primariamente durante o início da vida adulta de Casanova e mostra sua vida entre três mulheres: sua mãe (Dervla Kirwan), sua amante Henriette (Laura Fraser) e sua consorte Bellino (Nina Sosanya). O roteiro faz uma abordagem diferente que a dramatização realizada em 1971 por Dennis Potter; ao invés do foco de Potter em sexo e misoginia, a minissérie de 2005 se foca na compaixão e no respeito que Casanova sente pelas mulheres.
Casanova foi filmada junto com os primeiros episódios de Doctor Who, o que fez com que os produtores comuns entre os projetos, dentre eles Davies e Gardner, fizessem viagens diárias entre os locais de produção do primeiro em Lancashire e Cheshire e do segundo em Cardiff. A Red Productions também filmou em locações em outros países, como Dubrovnik, Croácia, e Veneza, Itália. As equipes de produção compartilharam recursos e receberam os nomes não-oficiais de "Pequena Casanova" e "Grande Casanova", respectivamente. Quando Casanova estreou na BBC Three em março de 2005, o primeiro episódio foi assistido por mais de 940 000 telespectadores, um recorde para o canal, porém foi ofuscada na BBC One pelo retorno de Doctor Who no mesmo mês.

## Doctor Who(2005–10) e além
Davies "se apaixonou" por Doctor Who no momento em que ele assistiu a regeneração do Primeiro Doutor (William Hartnell) no Segundo Doutor (Patrick Troughton) ao final do serial de 1966 The Tenth Planet; na década de 1970, ele regularmente escrevia resenhas dos episódios em seu diário. Seu roteirista favorito na infância era Robert Holmes; durante sua carreira, ele elogiou o uso criativo dos estúdios da BBC para criar "terror e claustrofobia" em The Ark in Space, escrito por Holmes – seu serial favorito da série original – e opinou que o primeiro episódio de The Talons of Weng-Chiang possui "o melhor diálogo já escrito". Sua carreira como roteirista começou quando ele submeteu uma história para Doctor Who; em 1987, ele enviou um roteiro especulativo que se passava em uma emissora de notícias intergalácticas que foi rejeitado pelo editor de roteiros Andrew Cartmel, que sugeriu que Davies deveria escrever uma história mais prosaica sobre "um homem que está preocupado sobre sua hipoteca, seu casamento [e] seu cachorro". O roteiro foi reformulado e produzido como "The Long Game" em 2005.
Durante o final da década de 1990, Davies pressionou a BBC para que a emissora tirasse o programa do hiato, chegando aos estágios de discussão no final de 1998 e no início de 2002. Suas propostas atualizariam o programa para que ele se adequasse ao público do século XXI: a série seria gravada em filme ao invés de fita; a duração de cada episódio seria dobrada de vinte cinco minutos para cinquenta; os episódios se passariam principalmente na Terra, ao estilo dos episódios UNIT do Terceiro Doutor (Jon Pertwee); e Davies removeria "bagagens excessivas" da mitologia como Gallifrey e os Lordes do Tempo. Sua proposta competiu contra outras três: uma releitura fantástica de Dan Freedman, uma abordagem gótica de Matthew Graham, e uma renovação de Mark Gatiss, que faria o Doutor ser o personagem substituto do público, ao invés de seus companheiros. Davies também pegou elementos de séries fantásticas norte-americanas como Buffy the Vampire Slayer e Smallville, mais notavelmente os conceitos de Buffy de arcos de história que duram uma temporada e o "Grande Mal".
Em agosto de 2003, a BBC resolveu as disputas legais sobre os direitos de produção que haviam surgido com o filme de 1996 produzido pela emissora, a Fox Broadcasting Company e o Universal Studios, e Lorraine Heggessey e Jane Tranter da BBC One pediram para Gardner e Davies criarem uma renovação da série para ser exibida no horário nobre de sábado, como parte do plano de delegar produções para bases regionais. No meio de setembro, eles aceitaram o acordo para produzir a série junto com Casanova.
A proposta de Davies para Doctor Who foi a primeira que ele escreveu voluntariamente; anteriormente, ele escolheu delinear conceitos de programas a pedido de executivos e se oferecia para escrever o episódio piloto. A proposta de quinze páginas delineava o Doutor como alguém que era "seu melhor amigo; alguém que você quer por perto o tempo todo" e Rose Tyler (Billie Piper) como um "par perfeito" para o novo Doutor, evitava quarenta anos de história "exceto pelas partes boas", mantinha o TARDIS e os Daleks, removia os Lordes do Tempo e se focava mais na humanidade. A proposta foi enviada para a primeira reunião de produção em dezembro de 2003 e uma temporada com treze episódios foi conseguida pressionando a BBC Worldwide, e um orçamento razoável pressionando Julie Gardner.
A primeira temporada do novo Doctor Who tinha oito roteiros escritos por Davies; os restantes foram entregues para dramaturgos experientes e autores de materiais auxiliares da série, como romances: Steven Moffat escreveu um episódio em duas partes, e Mark Gatiss, Robert Shearman e Paul Cornell escrevem um episódio cada. Davies também pediu para seu amigo Paul Abbott e para J. K. Rowling que escrevessem para a série; ambos tiveram de recusar por outros compromissos. Pouco depois de fechar todos os roteiristas para o programa, Davies afirmou que não tinha a intenção de pedir para que roteiristas da antiga série escrevessem para a nova; o único que ele gostaria de ter trabalhado junto era Holmes, que morreu em maio de 1986.
No início de 2004, a série entrou em produção. Davies, Garner e Mal Young, Controladora de Drama da BBC, assumiram os cargos de produtores executivos, e Phil Collinson, sua antigo colega da Granada, assumiu como produtor. A função oficial de Davies como roteirista chefe e produtor executivo, ou showrunner, consistia em estabelecer o esqueleto do enredo de toda a série, realizar "reuniões de tom" para identificar corretamente o tom de um episódio, frequentemente descritos com uma palavra – por exemplo, o "tom" de "The Empty Child", escrito por Moffat, era "romântico" – e supervisionar todos os aspectos da produção.
A equipe de produção também recebeu a tarefa de encontrar um ator adequado para interpretar o Doutor. Mais notavelmente, eles ofereceram o papel a Hugh Grant e Rowan Atkinson. Quando Young sugeriu Christopher Eccleston a Davies, Eccleston estava entre os três últimos atores ainda na disputa pelo papel: os outros dois candidatos acredita-se que foram Alan Davies e Bill Nighy. Eccleston criou suas próprias características para seu Doutor baseados na vida de Davies, mais notavelmente seu bordão "Fantástico!":
| “ | [A mensagem central do programa é] aproveite a vida, ela é breve, se divirta. O Doutor está sempre dizendo 'isso não é fantástico?', que é uma das palavras favoritas de Russell. 'Olhe aquele alienígena azul, não é fantástico? Oh, ele está tentando me matar. Não importa, vamos resolver isso'. | ” |

As filmagens começaram em julho de 2004 em locação em Cardiff para "Rose". O começo das filmagens criaram estresse entre a equipe de produção devido a vários imprevistos: várias cenas do primeiro bloco do episódio tiveram de ser refilmadas porque as gravações originais não podiam ser utilizadas; as próteses para os slitheen em "Alien of London", "World War Three" e "Boom Town" eram notavelmente diferentes de suas contrapartes digitais; e a BBC chegou a um impasse com o patrimônio de Terry Nation sobre o direitos dos Daleks para o sexto episódio; Davies e o roteirista do episódio Rob Shearman foram forçados a reescrever o roteiro para ter outra espécie, até que Gardner conseguiu os direitos um mês depois. Depois do primeiro bloco de produção, que foi descrito como "bater em uma parede de tijolos", a produção transcorreu mais facilmente enquanto a equipe se familiarizava.
O primeiro episódio da renovação de Doctor Who foi exibido em 26 de março de 2005, teve uma audiência de 10,8 milhões de telespectadores e foi bem recebido pela crítica. Quatro dias após a transmissão de "Rose", Tranter aprovou a produção de um especial para o Natal e uma segunda temporada. O comunicado de imprensa foi ofuscado pelo vazamento da informação que Eccleston deixaria a série no final da temporada; em resposta, David Tennant foi anunciado como seu substituto.
Tennant recebeu a oferta do papel enquanto assistia a uma pré-exibição de Casanova com Davies e Gardner. Tennant inicialmente achou que a oferta era uma brincadeira, porém depois de perceber que estavam falando sério, ele aceitou e fez sua primeira aparição no final de "The Parting of the Ways", o último episódio da temporada. Doctor Who continuou a ser um dos principais programas da BBC, o que resultou em um recorde de vendas para a revista oficial da série, um aumento na publicação de romances spin-off, o lançamento de uma revista infantil e a produção de brinquedos relacionados. A popularidade da série levou a um ressurgimento de dramas familiares às noites de sábado; a série de ficção científica Primeval, da ITV, e os dramas históricos Robin Hood e Merlin, ambos da BBC, foram criados para serem exibidos no início das noites de sábado. A BBC também pediu a Davies que ele produzisse várias séries spin-off, eventualmente criado duas: Torchwood e The Sarah Jane Adventures.

### TorchwoodeThe Sarah Jane Adventures
"Com Doctor Who frequentemente teriamos de fingir que partes de Cardiff eram Londres, ou Utah, ou o planeta Zog. Enquanto que [Torchwood] será bem mais honesta com Cardiff. Passaremos em frente do Millennium Centre e diremos, 'Olhe, lá está o Millennium Centre."

Russell T Davies, abril de 2006
Em outubro de 2005, Stuart Murphy da BBC Three convidou Davies a criar um spin-off mais adulto de Doctor Who na onda da popularidade do programa. Torchwood – nomeada com o anagrama de Doctor Who usado para impedir vazamento de informações durante a produção da primeira temporada – incorporava elementos de seu projeto abandonado Excalibur e tinha um viajante no tempo pansexual do século LI, Jack Harkness (John Barrowman), e uma equipe de caçadores de alienígenas em Cardiff. O programa entrou em produção em abril de 2006 e foi divulgado como um prelúdio do arco de história da segunda temporada de Doctor Who, que mostrava Torchwood como uma organização quase governamental que monitora, explora e suprime a vida extraterrestre e sua tecnologia. Ao ser exibida, Torchwood se tornou um dos programas mais populares da BBC Three; entretanto, ele foi criticado por seu uso "adolescente" de temas sexuais e violentos. Isso fez com que a equipe de produção alterasse o formato da série para ser mais sutil ao abordar temas adultos.
Simultaneamente, ele recebeu um pedido para produzir um programa na CBBC que foi descrito como Young Doctor Who. Davies estava relutante em diminuir o mistério do personagem do Doutor e no lugar propôs uma série com Elisabeth Sladen como a popular companheira Sarah Jane Smith: The Sarah Jane Adventures, que segue Sarah Jane e crianças de uma escola enquanto investigam eventos extraterrestres em Ealing, Londres. A série recebeu um episódio piloto disfarçado como o episódio "School Reunion", de Doctor Who, e estreou por conta própria com "Invasion of the Bane" em 1 de janeiro de 2007. O programa foi mais bem sucedido do que seu predecessor de 1981, K-9 and Company; ele recebeu críticas mais favoráveis do que Torchwood e melhores demográficos do que os episódios de Doctor Who da década de 1970.
A carga de trabalho de cuidar de três programas separados fez Davies delegar os roteiros de Torchwood e The Sarah Jane Adventures para outros roteiristas para que pudesse se concentrar em escrever Doctor Who. Depois da saída de Billie Piper como Rose Tyler no último episódio da segunda temporada, "Doomsday", ele sugeriu um terceiro spin-off, Rose Tyler: Earth Defense, uma compilação de especiais anuais de feriado tendo Rose em um de universo paralelo. Ele mais tarde renegou essa ideia, acreditando que a personagem deveria permanecer fora de tela, e abandonou o projeto apesar dele já ter sido orçado.

### The Writer's Talee quarta temporada

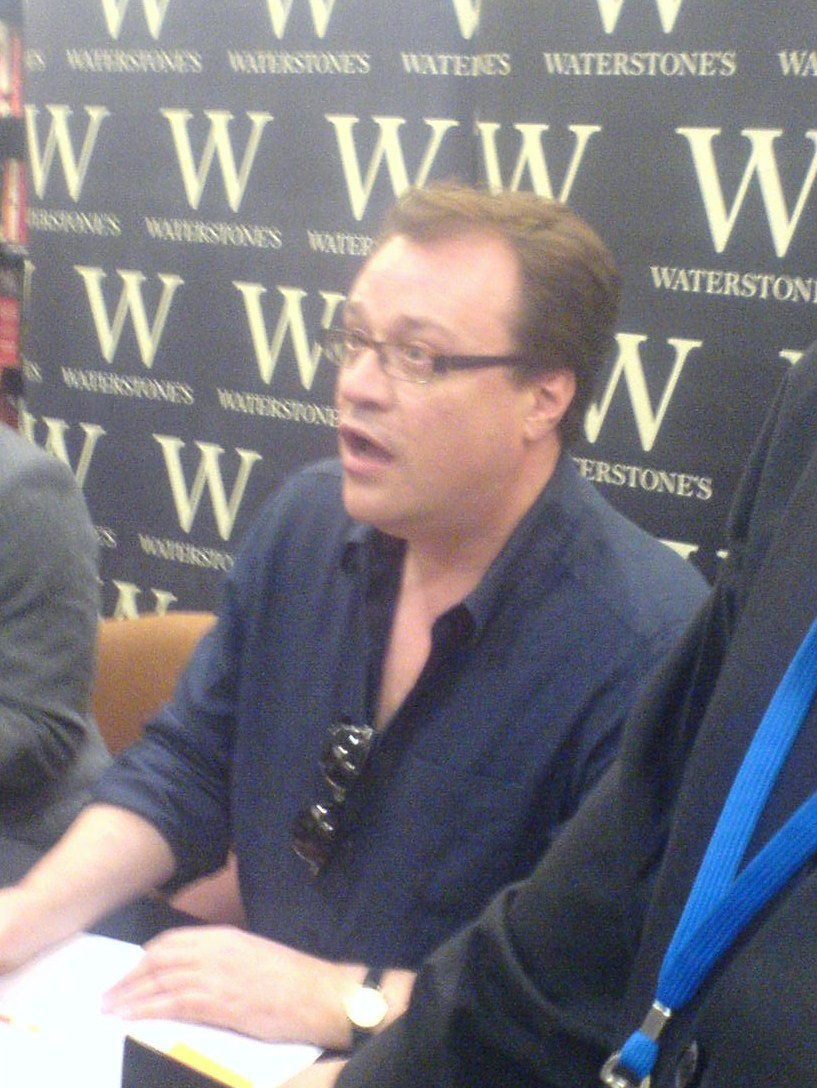
Davies autografando cópias de The Writer's Tale em Manchester, em 8 de outubro de 2008.

Em setembro de 2008, a BBC Books, divisão da Random House, publicou The Writer's Tale, uma coleção de e-mails trocados entre Davies e Benjamin Cook, jornalista da Radio Times e da Doctor Who Magazine. Chamado de a "Grande Correspondência" por Davies e Cook, The Writer's Tale cobre o período entre fevereiro de 2007 e março de 2008 e explora o processo de escrita e desenvolvimento de seus roteiros para a quarta temporada de Doctor Who: "Voyage of the Damned", "Partners in Crime", "Midnight", "Turn Left", "The Stolen Earth" e "Journey's End". O primeiro capítulo do livro se foca nas "grandes perguntas" de Cook sobre o estilo de escrita de Davies, o desenvolvimento de personagens – usando a personagem Donna Noble (Catherine Tate), de Doctor Who, e o personagem Tony Stonem (Nicholas Hoult), de Skins, como exemplos contrastantes – como ele formula ideias para histórias e "por que você escreve?". Depois de várias semanas, Cook assume o papel não-oficial de conselheiro no desenvolvimento dos roteiros da série. O epílogo consiste em uma pequena conversa entre Davies e Cook: Cook muda seu papel de "Ben Invisível" para "Ben Visível" e aconselha Davies a transformar o final de "Journey's End" que era um gancho para "The Next Doctor" – algo que havia acontecido nos três finais de temporada anteriores: "The Parting of the Ways", "Doomsday" e "Last of the Time Lords" – em um final melancólico que mostrava o Doutor sozinho no TARDIS. Depois de três dias pensando sobre o assunto, Davies aceitou a sugestão de Cook e o agradece por melhorar ambos os episódios.
Depois de seu lançamento, os dois iniciaram um tour promovendo o livro em outubro de 2008 nas livrarias Waterstones de Londres, Birmingham, Manchester, Bristol e Cardiff. O livro recebeu críticas positivas: Veronica Horwell do The Guardian escreveu que Davies era o "Xerazade de Cardiff Bay", e opinou que o livro deveria ter o dobro de seu tamanho; Ian Berriman da revista de ficção científica SFX deu ao livro cinco estrelas e comentou que a obra era o única que o novos fãs de Doctor Who precisavam ler; o crítico televisivo Charlie Brooker foi inspirado pelo livro a fazer um episódio inteiro de Charlie Brooker's Screenwipe, da BBC Four, entrevistando apenas roteiristas; e Richard Madeley e Judy Finnigan selecionaram o livro como uma recomendação de Natal na categoria de "Não-Ficção Séria". Uma segunda edição do livro, The Writer's Tale: The Final Chapter, foi lançada em janeiro de 2010. A edição adicionou mais 350 páginas de correspondência e cobria os meses finais de Davies como produtor executivo de Doctor Who enquanto ele co-escrevia a minissérie Children of Earth, de Torchwood, e planejava a saída de Tennant e a chegada de Matt Smith como o Doutor, além de sua mudança para os Estados Unidos.

## Trabalhos recentes (2010–)

### Mudança à Califórnia eWizards vs Aliens
Davies planejava sair do programa em 2009 junto com Gardner e Collinson, e terminar seu período na série com quatro episódios especiais. Sua saída foi anunciada em maio de 2008, junto com um comunicado de imprensa nomeando Steven Moffat como seu sucessor. Seu trabalho em 2008 foi dividido em escrever os especiais de 2009 e preparar a transição entre sua equipe de produção e a de Moffat; um dos capítulos de The Writer's Tale: The Final Chapter discute planos entre ele, Gardner e Tennant para anunciar a saída de Tennant durante o National Television Awards em outubro de 2008. Seu último roteiro de Doctor Who foi finalizado na manhã de 4 de março de 2009, e a filmagem do episódio foi completada em 20 de maio de 2009.
Davies se mudou junto com Gardner e Jane Tranter para os EUA em junho de 2009, indo morar em Los Angeles, Califórnia. Ele continuou a supervisionar a produção de Torchwood e The Sarah Jane Adventures; ele escreveu em 2010 uma história para The Sarah Jane Adventures, Death of the Doctor, que tinha Matt Smith como o Doutor e Katy Manning como a antiga companheira Jo Grant, e foi o produtor executivo e roteirista do primeiro ("The New World") e último episódio ("The Blood Line") de Torchwood: Miracle Day, a quarta temporada de Torchwood. Ele ainda prestou assistência informal, e mais tarde atuou como consultor criativo, no drama da BBC Cymru Wales Baker Boys, criado pela antiga editora de roteiros de Doctor Who Helen Raynor e pelo dramaturgo Gary Owen.
Na época em que ele se mudou para os EUA, Davies planejava escrever um romance gráfico, e foi abordado sem sucesso pela Lucasfilm para escrever um roteiro para a proposta série de televisão de Star Wars. O projeto seguinte de Davies era Cucumber, uma série da BBC Worldwide sobre um homem homossexual. A pre-produção de Cucumber foi suspensa em 2011 depois que seu parceiro Andrew Smith foi diagnosticado com um tumor cerebral, que fez com que o casal se mudasse de volta para Manchester para que Smith passasse pela radioterapia e quimioterapia mais próximo de sua família. Sua volta para o Reino Unido permitiu que Davies desenvolvesse uma nova série com Phil Ford, roteirista de The Sarah Jane Adventures, depois que esta foi cancelada com a morte súbita de Elisabeth Sladen, a protagonista. O produto final, Wizards vs Aliens, uma drama para a CBBC sobre um bruxo adolescente e seu amigo cientista, e o conflito dos dois com alienígenas chamados Nekross que querem destruir a Terra. Davies criou a produção a partir de um "choque de gênero" entre a ficção científica e a fantasia sobrenatural, ao estilo e contrastando com os "choques culturais" de Cowboys & Aliens. Além disso, fez seu primeiro trabalho com o CBeebies, o canal da BBC para as crianças mais pequenas, com dois roteiros para Old Jack's Boat, estrelada por dois antigos intérpretes de Doctor Who, Bernard Cribbins e Freema Agyeman.

### Cucumber,BananaeTofu
O projeto seguinte do galês, com o codinome More Gay Men, era um sucessor espiritual de Queer as Folk, e seria feita com foco nos homens gays de meia idade no ambiente de Manchester. A origem da série data de 2001, quando seu amigo, Carl Austin, lhe perguntou em certa ocasião: "Por que os gays se alegram tanto quando nos separamos?" O início da produção da série estava previsto para 2006, mas foi adiada indefinidamente com o êxito de Doctor Who. Durante esse tempo, Davies continuou desenvolvendo ideias, e explicou uma cena crucial para Cook em 2007:
| “ | Posso imaginar um homem que está tão enfurecido por algo tão pequeno — o fato de seu namorado não aprender a nadar — que se deixa levar por uma ira tão grande que, em uma só noite, estraga toda a sua vida. Não tem nada a ver com aprender a nadar, claro. É sobre a forma que a sua mente pode fixar algo pequeno e utilizá-lo como porta de entrada a todo um mundo de ira e dor... Se escrevo a cena de aprender a nadar bem — e essa poderia ser a coluna vertebral de toda a série — então estarei contando algo sobre homens gays, sobre casais, sobre comunicação, sobre ira. | ” |

Em 2011, a série entrou em pré-produção. A emissora a cabo estadunidense Showtime recebeu o contrato de emissão, e a BBC Worldwide se encarregaria da distribuição. A Showtime estava começando a fase de casting quando Davies teve de retornar a Manchester, fazendo com que a cadeia dos Estados Unidos abandonasse o projeto, com a produção retornando ao Reino Unido. Em sua nova localização, o Channel 4 transmitiria o programa, enquanto que Nicola Shindler e a Red Production Company a produziriam. A entrada do Channel 4 marcou o primeiro trabalho do roteirista com o canal desde Queer as Folk; na altura do cancelamento de The Second Coming, que não foi aprovada devido a uma troca de executivos, Davies chegou a jurar nunca mais trabalhar na emissora. Além disso, desde Casanova não realizava trabalhos com Shindler e a Red. Quem convenceu-lhe a voltar para a transmissora foi Piers Wenger, diretor de drama do canal e ex-produtor executivo de Doctor Who junto a Steven Moffat. Wenger afirmou que o show era como uma "obra de roteiro político que cria uma abordagem radical à sexualidade".
Cucumber centra-se na vida de um homem de meia idade, Henry Best (Vincent Franklin), e sua caída na desgraça após um encontro desastroso com seu namorado após nove anos de relacionamento. É acompanhada por outras duas séries, Banana, uma antologia do E4 que mostra vários jovens do ambiente LGBT no universo de Cucumber, e Tofu, uma produção em forma de documentário disponível online no 4oD, sobre sexo moderno, sexualidade e temas que surgem durante os outros dois programas, com entrevistas com o elenco e o público. Os três nomes são uma referência a uma escala urológica que classifica a ereção masculina pela dureza em tofu, banana e pepino (cucumber), e essa escala é utilizada para simbolizar as diferenças de atitude e comportamento sexual entre as gerações. Davies projetou Cucumber com um enredo auto-conclusivo centrado na vida de um só homem. Por outro lado, concebe Banana como uma obra de final aberto, e acredita que ela pode continuar após o término de sua irmã. As gravações da primeira temporada de Cucumber e Banana foram realizadas ao longo de 2014, e as estreias ocorreram em janeiro de 2015.

### Projetos em preparação
O seu principal projeto após a trilogia é The Boys, uma obra também do Channel 4 sobre a crise da AIDS na década de 1980. Será uma retrospectiva dramática sobre a crise que se centrou nos homens "que vivem em seus apartamos", ao contrário de filmes como Pride, que focam-se em ativistas gays. Davies diz que histórias relacionadas à política durante a época e sobre o próprio vírus já foram contadas, e não foram feitas sobre as primeiras vítimas da doença. Também descreve-na como uma forma de "ficar em paz" em relação ao seu comportamento durante os anos oitenta, quando o choque da crise lhe impediu de chorar como devido pela morte de seus amigos mais próximos. Além disso, o britânico planeja fazer uma série sobre extorsão sexual inspirada em atos reais de chantagem que acabaram levando ao suicídio.

## Estilo de escrita
Davies admitiu ser um procrastinador e frequentemente espera horas ou dias para conceitos se formarem antes de começar a escrever. Em The Writer's Tale, ele descreve sua procrastinação ao discutir o início de sua carreira: na época, seu método de lidar com a pressão de entregar um roteiro era "ir beber". Em uma ocasião na década de 1990, ele estava em um clube gay de Manchester, Cruz 101, quando pensou no clímax da primeira temporada de The Grand. À medida que sua carreira progrediu, ele passou a ficar noites "apenas pensando no enredo, no personagem, ritmo, etc.", esperando até às 2h00min, "quando todos os clubes fecham", para superar o desejo de procrastinação. Davies descreveu o sentimento de ansiedade que ele passa em um e-mail para Cook em abril de 2007, respondendo a pergunta "como você sabe quando começar a escrever?":
| “ | Eu deixo até o último minuto. E então eu adio um pouco mais. Eventualmente, eu deixo até ficar desesperado ... Sempre penso, não estou pronto para escrever, eu não sei o que estou fazendo, é só uma confusão de pensamentos em um estado de fluxo, não há história, eu não sei quem conecta A com B, eu não sei de nada! Eu me coloco em um genuíno estado de pânico ... Normalmente, eu deixo até o prazo limite, e eu ainda nem comecei a escrever. Isso se tornou, com o passar dos anos, uma semana depois do prazo limite, ou até mais. Pode ser uma semana – ou semanas – depois da data de entrega, e eu ainda não comecei a escrever. Na verdade, eu não tenho mais datas de entrega. Me guio pela data do início da pré-produção. Considero esse meu verdadeiro prazo limite. E então eu não cumpro. É um ciclo que não consigo quebrar. Simplesmente não consigo. Torna minha vida um inferno. — Russel T Davies para Benjamin Cook, 3 de abril de 2007. | ” |

Ele complementou seu e-mail duas semanas depois ao responder a pergunta de Cook sobre a suposta ligação entre depressão nervosa e criatividade. Davies explicou que sua ansiedade e melancolia durante o período de escrita ainda lhe permitem manter controle do trabalho; por outro lado, ele acha que "Depressão com D maiúsculo [não permite] tão luxo".
Davies explicou detalhadamente a Cook seu processo de escrita em The Writer's Tale. Quando ele cria personagens, ele inicialmente lhes dá seu nome e encaixa atributos de acordo. No caso de Rose Tyler (Billie Piper) na primeira temporada de Doctor Who, ele escolheu o nome por considerá-lo um "amuleto da sorte" depois de usá-lo na personagem de Lesley Sharp em Bob & Rose. Ele citou sua vontade de fazer um programa "essencialmente britânico" como outra justificativa: Davies considera Rose "o nome mais britânico do mundo" e feminino o bastante para subverter a tendência que vigorava na época de companheiras com nomes "masculinizados", como Benny, Charley e Ace. Enquanto escrevia para The Grand, o produtor executivo do programa pediu para ele alterar o nome de uma personagem feminina, uma decisão que fez a "personagem nunca [parecer] certa dali em diante". O sobrenome "Harkness", mais notavelmente usado no personagem Capitão Jack Harkness (John Barrowman) de Torchwood, é outro amuleto, usado pela primeira vez em 1993 para a família Harkness em Century Falls, derivado da personagem Agatha Harkness da Marvel Comics, e o sobrenome "Tyler" é similarmente usado por sua afeição ao modo como o ele é escrito e pronunciado.
Davies também tenta canalizar sua escrita ao escutar músicas que se encaixem com o tema da série: Doctor Who foi escrita enquanto ele escutava trilhas sonoras de filmes de ação e aventura; Queer as Folk com música Hi-NRG "para capturar a pura sensação de um clube"; Bob & Rose com o álbum Play, de Moby, porque o trabalho possuía uma imagem "urbana, sexy e cheia de corações solitários"; e The Second Coming tinha conceitos de "experimentalismo, angústia, escuridão [e] dor" como os álbuns de Radiohead. Mais especificamente, ele escreveu os primeiros rascunhos de "Partners in Crime", da quarta temporada de Doctor Who, enquanto escutava o álbum Life in Cartoon Motion, de Mika, destacando a canção "Any Other World" como uma "canção companheira de Doctor Who" com uma letra que combinava com Penny, a companheira prevista para a quarta temporada.
Ao escrever novos roteiros, Davies considera o desfecho da história uma parte representativa de todo o trabalho. Ele frequentemente formula a cena e seu impacto emocional bem cedo, porém a escreve por último por acreditar que "[as últimas cenas] não podem existir se não se sabe de onde vieram". Davies é um forte defensor do uso do cliffhanger e se opõe à publicidade que sacrifica o impacto das histórias. Para impedir quaisquer revelações antes da exibição de algum episódio, ele pede para que seus editores removam cenas chave de cópias destinadas a imprensa; cliffhangers foram removidos das cópias antecipadas de "Army of Ghosts" e "The Stole Earth", como também a primeira parte de The End of Time e a aparição surpresa de Rose Tyler em "Partners in Crime". Seu maior cliffhanger foi o de "The Stolen Earth", que criou uma "febre de Doctor Who" no público durante a semana que precedeu sua conclusão. Em entrevista para a BBC pouco após a exibição do episódio, Davies discutiu que o sucesso de uma popular série de televisão está ligado ao sucesso de seus produtores em manter segredos e criar uma "experiência":
| “ | É emocionante quando você faz com que crianças falem sobre sua história no parquinho, sobre quem vai viver ou morrer, assim eu considero o trabalho bem feito, porque isso é televisão interativa, é sobre isso: debate, diversão e conversa. É brincar com o país e achar isso maravilhoso. | ” |

Davies tenta criar uma imagem e fazer um comentário social ao mesmo tempo em seus roteiros; por exemplo, ele define mais as direções das câmeras nos scripts do que argumentistas com menos tempo de carreira, para garantir que qualquer outra pessoa que leia sua criação, incluindo o diretor, seja capaz de "sentir... o ritmo, a velocidade, a atmosfera, o clima, as piadas [e] o pavor". Suas didascálias também criam uma atmosfera através de sua formatação e a evitação da primeira pessoa. Embora que a base de uma boa parte dos seus roteiros seja criada a partir de conceitos antigos, ele afirma que a maioria dos conceitos narrativos já foram utilizados, e, ao invés de inventar novos, tenta possuir uma trama relativamente nova e divertida; "Turn Left", um episódio de Doctor Who, por exemplo, tem um enredo similar ao do filme Sliding Doors, de 1998. Assim como na película, em que são analisadas duas linhas do tempo baseadas no momento em que Helen Quilley (Gwyneth Paltrow) pega um metrô londrino, Davies usa a escolha da companheira do Doutor em ir para a esquerda ou para a direita, numa interseção da estrada, para descrever tanto um mundo com o Doutor, visto durante o resto da quarta temporada, ou um universo paralelo sem o personagem, explorado durante todo o episódio. O mundo sem o Doutor cria uma distopia, que é usada pelo autor para opinar sobre o nazifascismo. Geralmente, o galês tenta fazer roteiros "bastante detalhados, mas muito sucintos", e evita descrever o personagem e o cenário muito detalhadamente, limitando-se a três adjetivos para seus personagens e duas linhas para detalhar o cenário, deixando assim o diálogo esmiuçar toda a história.
Outras características de seus trabalhos são a análise e o debate sobre várias questões, como sexualidade e religião, especialmente de uma perspectiva homossexual e ateísta. Ele abstém-se de uma dependência em "linhas baratas e fáceis", que provêm pouco conhecimento mais aprofundado; seu mantra durante o início de sua carreira escrevendo dramas adultos era "não incluir questões chatas". Queer as Folk é seu principal veículo de seu comentário social sobre a homossexualidade e a vocação de maior aceitação. O britânico usou a série para desafiar o "princípio fundamental" da homofobia ao apresentar a imagem homossexual em contraste à "imagem fundamental da vida, da família, da infância [e] de sobrevivência" heterossexual. Seu próximo projeto, Bob & Rose, examina o dilema de um homem gay que se apaixona por uma mulher, e a reação dos respectivos ciclos sociais do casal. Torchwood, nas palavras do próprio, é um "programa muito bissexual", e demonstra uma abordagem fluida tanto para gênero quanto para sexualidade "quase que desde o início": por exemplo, o personagem principal, Capitão Jack Harkness, despreocupadamente menciona que já engravidou; e, mais tarde, os outros protagonistas discutem a sexualidade de Harkness. O portal gay AfterElton opinou que o maior destaque de Torchwood poderia ser uma "representação queer" ao mostrar o Capitão Jack como um personagem cuja bissexualidade é explorada mas não é seu principal traço.
Seus comentários em relação à religião e ao ateísmo são The Second Coming e o episódio "Gridlock" (2007), de Doctor Who. A representação de uma contemporânea e realista segunda vinda de Cristo afasta-se do uso de iconografia religiosa em favor de uma história de amor sublinhada pelo "despertar como o Filho de Deus" do protagonista masculino. Em contraste, "Gridlock" tem um papel mais pró-ativo no debate religioso; o capítulo mostra a união do elenco de apoio cantando os hinos cristãos "Abide with me" e "The Old Rugged Cross" como um aspecto positivo da fé, mas apresenta o Doutor como um herói ateu que mostra a fé como equivocada pois "não há autoridade superior". Sua opinião também é incluída de maneira subjetiva em outras histórias; ele descreve o sub-enredo do conflito de fé entre o Doutor e a Rainha Vitória em "Tooth and Claw" como um conflito entre "um homem racional e a Cabeça da Igreja".
Assim como outros roteiristas fizeram na série clássica de Doctor Who, vários dos roteiros de Davies são influenciados por sua visão pessoal de política. Marc Edward DiPaolo, da Universidade de Oklahoma City, observa que o escritor geralmente defende uma "visão de esquerda" em suas obras. Além de religião e sexualidade, outro ponto notável é a sátira dos Estados Unidos através de George W. Bush em Doctor Who: os Slitheen em "Aliens of London" e "World War Three" e Henry van Statten em "Dalek" são retratados como capitalistas sociopatas; a representação dos Daleks durante seu período como principal autor da série ecoava os conservadores estadunidenses contemporâneos, passando de fundamentalistas religiosos em "The Parting of the Ways" a imperialistas em "Daleks in Manhattan" e "Evolution of the Daleks"; e, em "The Sound of Drums", uma paródia de Bush é assassinada pelo Mestre (John Simm), que é apresentado na história como primeiro-ministro reminiscente a Tony Blair. Outros alvos de sátira em seus textos para a série incluem a Fox News, a News Corporation e o ciclo de notícias de 24 horas em "The Long Game", cirurgias plásticas e a cultura consumista em "The End of the World", obesidade e medicina alternativa em "Partners in Crime" e racismo e paranoia em "Midnight".

## Reconhecimento
| “ | Salvá-lo da extinção. —Frank Cottrell Boyce, quando perguntado qual era a maior contribuição de Davies ao drama televisivo britânico. | ” |

Davies tem recebido reconhecimento por seu trabalho desde sua carreira como escritor para a televisão infantil. Suas primeiras indicações ao BAFTA vieram em 1993, sendo indicado para o Best Children's Programme (Fiction) Television Award, por Children's Ward. Este programa foi nomeado ao prêmio Children's Drama em 1996 e ganhou em 1997. Seu próximo trabalho criticamente bem-sucedido foi Bob & Rose; o projeto foi indicado para um Television Award for Best Drama Serial e ganhou dois British Comedy Awards, nas seções Best Comedy Drama e Writer of the Year. The Second Coming esteve na seleção para o mesmo galardão em 2004. O trabalho do galês no arco deu-lhe uma indicação para uma condecoração da Royal Television Society.
A maior parte do reconhecimento do roteirista vem de Doctor Who. Em 2005, a série ganhou dois Television Awards — Best Drama Series e Pioneer Audience Award — e Russell foi laureado com o honorário Dennis Potter Award por sua escrita. Naquele mesmo ano, recebeu o Siân Phillips Award for Outstanding Contribution to Network Television, no BAFTA Cymru. No ano seguinte, foi premiado com a acolada de "Industry Player of the Year" no Festival Internacional de Televisão de Edimburgo.
Em 2007, o trabalho na terceira série de Doctor Who rendeu uma nomeação à categoria "Best Soap/Series" do Writers' Guild of Great Britain; foi indicado com Chris Chibnall, Paul Cornell, Stephen Greenhorn, Steven Moffat, Helen Raynor e Gareth Roberts. Outras indicações aos BAFTA Awards vieram em 2009: um Television Award por seu trabalho em Doctor Who, e um Television Craft Award for Best Writer pelo episódio "Midnight". Sob seu comando, a série ganhou cinco National Television Awards consecutivos, entre 2005 e 2010. Davies também concorreu a três Prêmios Hugo, todos na categoria de Melhor Apresentação Dramática, Forma Curta: em 2007, a história compreendendo "Army of Ghosts" e "Doomsday" foi derrotada por "The Girl in the Fireplace", do compatriota Steven Moffat; em 2009, "Turn Left" perdeu para Dr. Horrible's Sing-Along Blog, escrito por Joss Whedon; e, em 2010, todos os seus três roteiros escritos no ano que eram elegíveis, "The Next Doctor", "Planet of the Dead", colaboração Davies–Roberts, e o dueto de Davies e Ford, "The Waters of Mars", foram nomeados. O prêmio foi vencido por "The Waters of Mars", e os outros episódios ficaram em segundo e terceiro lugar.
Durante o período de Davies como produtor executivo do programa, somente "Silence in the Library", escrito por Moffat e colocado para disputar contra a final da segunda temporada do Britain's Got Talent, não ficou em primeiro lugar na audiência. Os índices eram constantemente altos o suficiente para que, nos consolidados semanais da Broadcasters' Audience Research Board, Doctor Who só batesse de frente com EastEnders, Coronation Street, Britain's Got Talent e partidas de futebol internacionais. Dois roteiros seus, "Voyage of the Damned" e "The Stolen Earth", quebraram recordes de audiência para o show ao serem declarados a segunda transmissão mais assistida da respectiva semana de exibição, e "Journey's End" tornou-se o primeiro a ser o programa mais assistido da semana. Além disso, gozou várias vezes de grandes números no Appreciation Index, que mede a apreciação do público em relação a uma produção televisiva. "Love & Monsters", considerado pelos admiradores da obra seu pior roteiro, conseguiu um índice de 76, apenas um ponto abaixo da média de 2006, e os capítulos "The Stolen Earth" e "Journey's End" partilham do maior número já conquistado por Doctor Who: 91.
Entre os fãs de Doctor Who, a aprovação da contribuição do galês é tão alta quanto a da sua co-criadora, Verity Lambert. Em 2009, numa votação realizada com 6 700 leitores da Doctor Who Magazine, ele ganhou o prêmio "Greatest Contribution", com 22.62% dos votos, contra o share de 22.49% de Lambert, além de ter vencido o galardão da revista de melhor escritor da temporada em 2005, 2006 e 2008. Ian Farrington, que comentou a enquete, atribuiu a popularidade de Davies à sua gama de estilos de escrita, do épico "Doomsday" ao minimalista "Midnight", e sua habilidade em fazer com o que o programa apelasse para um público maior.
Entre 2005 e 2008, Russell esteve na lista "Media 100", do The Guardian; em 2005, ele foi considerado o 14.º homem mais influente da mídia; em 2006, o 28.º; em 2007, o 15.º; e em 2008, o 31.º. O The Independent on Sunday, edição dominical do periódico, reconheceu suas contribuições ao público incluindo-o em sete Pink Lists consecutivas; a tabela considera as conquistas de personalidades gays e lésbicas: em 2005, ele foi considerado o 73.º gay mais influente; em 2006, o 18.º; em 2007, o mais influente; em 2008, ficou na vice-liderança; em 2009, ficou em 14.º lugar; em 2010, na posição 64; em 2011, foi eleito o 47.º; em 2012, o 56.º; e, em 2013, foi nomeado um membro permanente dos "tesouros nacionais" da lista. O autor entrou para a Ordem do Império Britânico (OBE) na lista Birthday Honours, compilada pela Rainha, de 2008, por suas contribuições ao drama, e recebeu um título honoris causa da Universidade de Cardiff em julho do mesmo ano.

## Créditos
| Séries                             | Anos      | Funções    | Funções  | Funções                                           | Notas                                                            |
| Séries                             | Anos      | Roteirista | Produtor | Outras                                            | Notas                                                            |
| ---------------------------------- | --------- | ---------- | -------- | ------------------------------------------------- | ---------------------------------------------------------------- |
| Why Don't You?                     | 1985–90   | Sim        | Sim      | Diretor, assistente do gerente e publicitário     | Vários episódios                                                 |
| Play School                        | 1987      |            |          | Apresentador                                      | Um episódio                                                      |
| On the Waterfront                  | 1988–89   |            |          | Ilustrador e editor de roteiros                   |                                                                  |
| DEF II                             | 1989      |            |          | Ilustrador                                        | Vários episódios, não-creditado                                  |
| Breakfast Serials                  | 1990      | Sim        | Sim      |                                                   |                                                                  |
| Dark Season                        | 1991      | Sim        |          | Criador                                           |                                                                  |
| Children's Ward                    | 1992–96   | Sim        | Sim      |                                                   |                                                                  |
| Families                           | 1992–93   |            |          | Storyliner                                        |                                                                  |
| ChuckleVision                      | 1992      | Sim        |          |                                                   | Três episódios                                                   |
| Century Falls                      | 1993      | Sim        |          | Criador                                           |                                                                  |
| Cluedo                             | 1993      | Sim        |          |                                                   | Um episódio                                                      |
| Do the Right Thing                 | 1994–95   |            |          | Roteirista                                        | Não-creditado                                                    |
| The House of Windsor               | 1994      | Sim        |          |                                                   | Vários episódios, vários não-creditados                          |
| Revelations                        | 1994–95   | Sim        |          | Co-criador                                        | Vários episódios. Co-criado com Brian B. Thompson e Tony Wood    |
| Coronation Street                  | 1996      |            |          | Co-criador e storyliner                           | Sete episódios. Co-criado com Paul Abbott e Frank Cottrell Boyce |
| Coronation Street: Viva Las Vegas! | 1997      | Sim        |          |                                                   |                                                                  |
| The Grand                          | 1997–98   | Sim        |          |                                                   | 18 episódios, vários não-creditados                              |
| Touching Evil                      | 1997      | Sim        |          |                                                   | Um episódio                                                      |
| Queer as Folk                      | 1999–2000 | Sim        | Sim      | Criador                                           |                                                                  |
| Bob & Rose                         | 2001      | Sim        | Sim      | Criador                                           |                                                                  |
| Linda Green                        | 2001      | Sim        |          |                                                   | Um episódio                                                      |
| The Second Coming                  | 2003      | Sim        | Sim      | Criador e produtor executivo                      |                                                                  |
| Mine All Mine                      | 2004      | Sim        | Sim      | Criador e produtor executivo                      |                                                                  |
| Casanova                           | 2005      | Sim        | Sim      | Criador e produtor executivo                      |                                                                  |
| Doctor Who                         | 2005–10   | Sim        | Sim      | Produtor executivo, showrunner e roteirista chefe | 31 episódios e três mini-episódios.                              |
| Doctor Who Confidential            | 2005–10   |            | Sim      | Produtor executivo                                |                                                                  |
| Torchwood                          | 2006–     | Sim        | Sim      | Criador e produtor executivo                      | Seis episódios                                                   |
| Torchwood Declassified             | 2006–08   |            | Sim      | Produtor executivo                                |                                                                  |
| The Sarah Jane Adventures          | 2007–11   | Sim        | Sim      | Criador e produtor executivo                      | Um especial e uma história                                       |
| Baker Boys                         | 2011–     |            |          | Consultor criativo                                |                                                                  |
| Wizards vs Aliens                  | 2012      | Sim        | Sim      | Co-criador                                        | Co-criado com Phil Ford                                          |